# Historie miłosne
Historie miłosne é um filme de drama polonês de 1997 dirigido e escrito por Jerzy Stuhr. Foi selecionado como representante da Polônia à edição do Oscar 1998, organizada pela Academia de Artes e Ciências Cinematográficas.

## Elenco
- Jerzy Stuhr - Col. Jerzy Matałowski / Zdzisław Filip
- Dominika Ostałowska - Ewa Bielska
- Irina Alfyorova - Tamara
- Karolina Ostrożna - Magda Jarzębowska
- Katarzyna Figura - Kryśka